# Mejīn
Mejīn (persiska: مجين, ميزين, مَجين) är en ort i Iran.   Den ligger i provinsen Kurdistan, i den nordvästra delen av landet, 300 km väster om huvudstaden Teheran. Mejīn ligger 1 806 meter över havet och antalet invånare är 236.
Terrängen runt Mejīn är platt åt sydväst, men åt nordost är den kuperad.Runt Mejīn är det ganska tätbefolkat, med 58 invånare per kvadratkilometer. Närmaste större samhälle är Qorveh, 13,0 km väster om Mejīn. Trakten runt Mejīn består i huvudsak av gräsmarker.